# Marquand
Marquand és una població dels Estats Units a l'estat de Missouri. Segons el cens del 2000 tenia 251 habitants.

## Demografia
Segons el cens del 2000, Marquand tenia 251 habitants, 95 habitatges, i 66 famílies. La densitat de població era de 403,8 habitants per km².
Dels 95 habitatges en un 35,8% hi vivien nens de menys de 18 anys, en un 46,3% hi vivien parelles casades, en un 15,8% dones solteres, i en un 30,5% no eren unitats familiars. En el 28,4% dels habitatges hi vivien persones soles el 15,8% de les quals corresponia a persones de 65 anys o més que vivien soles. El nombre mitjà de persones vivint en cada habitatge era de 2,64 i el nombre mitjà de persones que vivien en cada família era de 3,21.
Per edats la població es repartia de la següent manera: un 31,9% tenia menys de 18 anys, un 6,8% entre 18 i 24, un 28,7% entre 25 i 44, un 17,9% de 45 a 60 i un 14,7% 65 anys o més.
L'edat mediana era de 31 anys. Per cada 100 dones de 18 o més anys hi havia 72,7 homes.
La renda mediana per habitatge era de 19.861 $ i la renda mediana per família de 25.000 $. Els homes tenien una renda mediana de 30.341 $ mentre que les dones 12.083 $. La renda per capita de la població era de 8.533 $. Entorn del 25% de les famílies i el 32,5% de la població estaven per davall del llindar de pobresa.

## Poblacions més properes
El següent diagrama mostra les poblacions més properes.